# Yusuf Kabadayı
Yusuf Karhan Kabadayı (geboren am 2. Februar 2004 in München) ist ein deutsch-türkischer Fußballspieler. Der überwiegend beim FC Bayern München ausgebildete Außenstürmer steht beim FC Augsburg unter Vertrag.

## Karriere

### Vereine
Kabadayı ist in München geboren. Er begann seine fußballerische Karriere beim FC Eintracht München, bevor er 2012 in den Nachwuchsbereich des FC Bayern München wechselte. Bereits früh machte er auf sich aufmerksam und wurde auch in die Nachwuchsmannschaften der bayrischen (U14), türkischen (U15, U16) und deutschen (U18, U19, U20) Nachwuchs-Auswahlmannschaften berufen.
In den Spielzeiten 2018/19, 2019/20 und 2020/21 spielte er mit den B1-Junioren (U17) in der B-Junioren-Bundesliga Süd/Südwest. 2019 wurde Kabadayı mit seiner Mannschaft Meister der Staffel Süd/Südwest. In der anschließenden Endrunde um die deutsche Meisterschaft scheiterte Kabadayı mit seinem Team jedoch im Halbfinale am 1. FC Köln.
Zur Saison 2021/22 rückte der 17-Jährige aus der U17 in die zweite Herrenmannschaft auf, die in der viertklassigen Regionalliga Bayern spielte. Bis zum Ende der Saison 2022/23 erzielte er 13 Tore in 38 Spielen für den FC Bayern München II.
Im August 2023 gab der FC Bayern München bekannt, mit Kabadayı einen Profivertrag bis Juni 2025 abgeschlossen zu haben, ihn aber gleichzeitig an den FC Schalke 04 in die 2. Fußball-Bundesliga zu verleihen. Der FC Schalke 04 erhielt dabei eine vertragliche Kaufoption zur festen Verpflichtung bis zum Ende der Saison 2023/24.
Sein Profidebüt gab Kabadayı am 20. August 2023 im Spiel zwischen Eintracht Braunschweig und FC Schalke 04, als er in der 64. Spielminute für Bryan Lasme eingewechselt wurde, sein erstes Tor erzielte er am 29. September im Auswärtsspiel beim SC Paderborn 07.
Zur Saison 2024/25 kehrte Kabadayı nicht mehr zum FC Bayern München zurück, sondern wechselte in die Bundesliga zum FC Augsburg. Er unterschrieb einen bis zum 30. Juni 2028 datierten Vertrag. Sein erstes Tor für die Augsburger erzielte er am 3. Spieltag im Spiel gegen den FC St. Pauli zum 3:1 Endstand.

### Nationalmannschaften
Da Kabadayıs Eltern türkischer Herkunft sind, kann Kabadayı für die Nationalmannschaften sowohl des deutschen als auch des türkischen Fußballverbandes auflaufen. Zunächst spielte er für die türkische U15- und U16-Auswahl, bevor er für die deutsche U18- (5 Spiele, 3 Tore), U19- (6 Spiele, ein Tor) und U20-Auswahl zum Einsatz kam.
Für die U20-Nationalmannschaft gab er sein Debüt am 7. September 2023 gegen die U20-Nationalmannschaft Italiens; vier Tage später gehörte er im Spiel gegen die U20-Nationalmannschaft Polens erstmals zur Startelf.